# ユーグ5世 (ブルゴーニュ公)
ユーグ5世（フランス語：Hugues V, 1294年 - 1315年5月9日）は、ブルゴーニュ公（在位：1306年 - 1315年）。

## 生涯
ロベール2世とその妃であったフランス王ルイ9世の王女アニェスの次男。誕生以前に実兄ジャンが夭折していたため公位・家の相続人となった。
ユーグは1303年にヴァロワ伯シャルルの娘カトリーヌ・ド・ヴァロワと婚約したが、1312年に解消された（カトリーヌは翌年にターラント公フィリッポ1世と結婚した）。彼は十字軍に参加しており、テッサロニキ王国の名目上の王にもなっていたが、1313年に弟ルイが持つブルゴーニュの継承権と引き換えにルイにテッサロニキ王位を売却した。1315年に死去した後、公位は弟のウード4世が嗣いだ。